# Acanthocladus santosii
Acanthocladus santosii es una especie de Magnoliopsida del género Acanthocladus, de la familia Polygalaceae, del orden Fabales.

## Distribución
Acanthocladus santosii se distribuye por Brasil (Bahia, Espirito Santo).

## Taxonomía
Fue descrita científicamente por (Wurdack) J.F.B.Pastore & D.B.O.S.Cardoso. Fue publicado por primera vez en Pastore, J. F. B., & Cardoso, D. B. O. S. (2010). In: Novon 20(3): 322.